# Guarabira (microregio)
Guarabira is een van de 23 microregio's van de Braziliaanse deelstaat Paraíba. Zij ligt in de mesoregio Agreste Paraibano en grenst aan de microregio's Agreste Potiguar (RN), Curimataú Oriental, Brejo Paraibano, Itabaiana, Sapé en Litoral Norte. De microregio heeft een oppervlakte van ca. 1.290 km². In 2007 werd het inwoneraantal geschat op 163.264.
Veertien gemeenten behoren tot deze microregio:
- Alagoinha
- Araçagi
- Belém
- Caiçara
- Cuitegi
- Duas Estradas
- Guarabira
- Lagoa de Dentro
- Logradouro
- Mulungu
- Pilõezinhos
- Pirpirituba
- Serra da Raiz
- Sertãozinho

Mesoregio's: Agreste Paraibano · Borborema · Mata Paraibana · Sertão Paraibano

Microregio's: Brejo Paraibano · Cajazeiras · Campina Grande · Cariri Ocidental · Cariri Oriental · Catolé do Rocha · Curimataú Ocidental · Curimataú Oriental · Esperança · Guarabira · Itabaiana · Itaporanga · João Pessoa · Litoral Norte · Litoral Sul · Patos · Piancó · Sapé · Seridó Ocidental · Seridó Oriental · Serra do Teixeira · Sousa · Umbuzeiro